# نييلس نكونكو
نييلس نكونكو (بالفرنسية: Niels Nkounkou)‏ (مواليد 1 نوفمبر 2000) هو لاعب كرة قدم فرنسي يلعب في نادي إيفرتون كظهير أيسر.

## روابط خارجية
- نييلس نكونكو على موقع الاتحاد الأوربي (الإنجليزية)
- نييلس نكونكو على موقع قاعدة بيانات كرة القدم.إي يو (الإنجليزية)
- نييلس نكونكو على موقع ليكيب (الفرنسية)
- نييلس نكونكو على موقع Soccerbase.com (لاعب) (الإنجليزية)
- نييلس نكونكو على موقع Soccerway.com (الإنجليزية)
- نييلس نكونكو على موقع عالم كرة القدم.نت (الإنجليزية)
- نييلس نكونكو على موقع أوليمبيديا (الإنجليزية)
- نييلس نكونكو على موقع اللجنة الأولمبية الفرنسية (مؤرشف) (الفرنسية)